# Хиней
Хиней — деревня в Баяндаевском районе Иркутской области России. Входит в состав Курумчинского муниципального образования. Находится примерно в 27 км к юго-западу от районного центра.

## Население
По данным Всероссийской переписи, в 2010 году в деревне проживало 50 человек (23 мужчины и 27 женщин).